# Arqueta de Sant Patllari

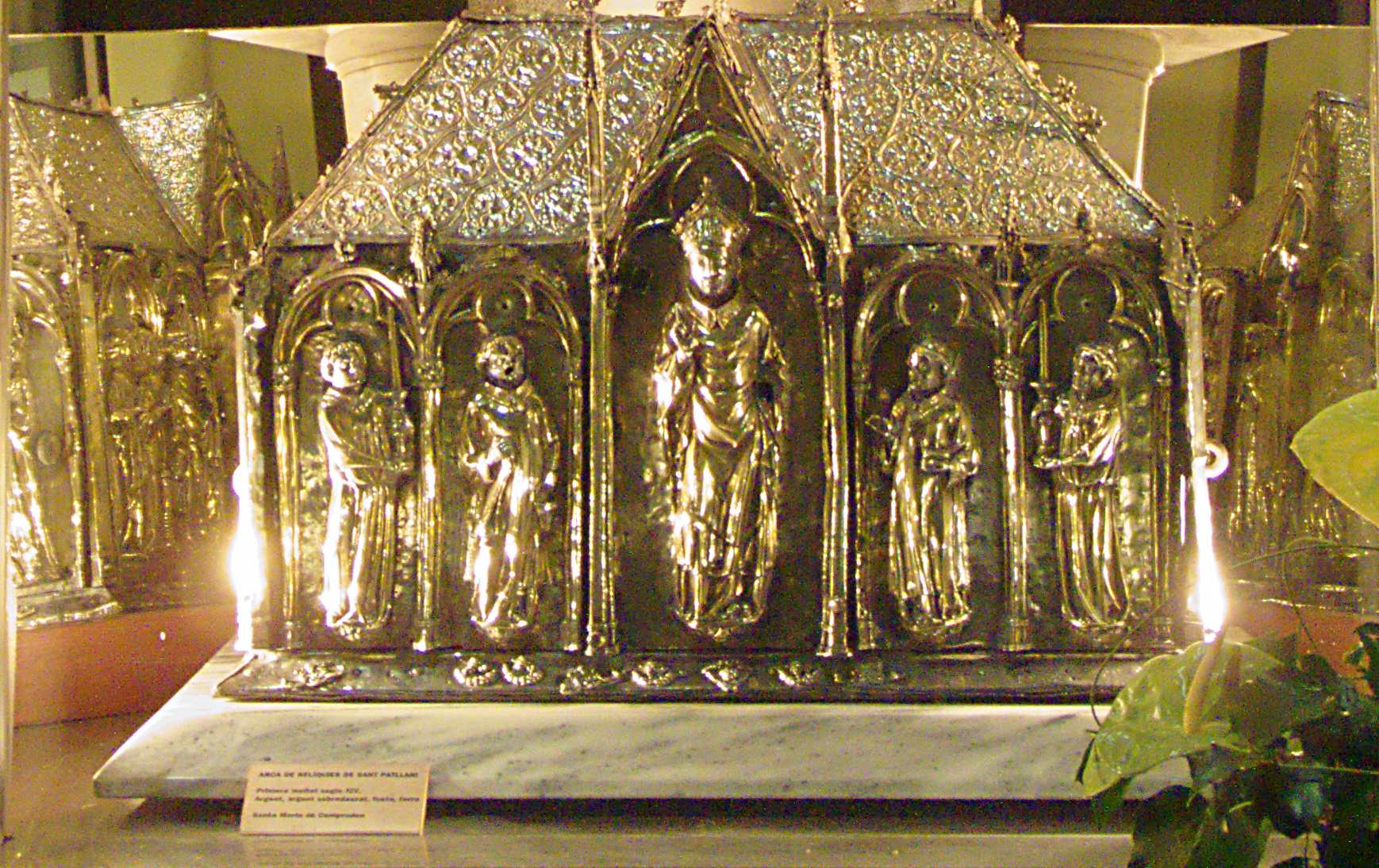
Arqueta de Sant Patllari.

La arqueta de Sant Patllari (o de San Paladio) es un relicario destinado a guardar los restos de este santo, conservado en la iglesia de Santa María de Camprodón en la ciudad de Camprodón (Gerona, España) de la comarca del Ripollés.
Se conservan pocas piezas de este tipo, y ésta, a pesar de los desperfectos que presenta, es un buen ejemplo. Otro ejemplar es la Arqueta de Sant Martirià de Bañolas (Gerona), expoliada en 1980. Procede de la iglesia del cercano San Pedro de Camprodón, donde se veneraban las reliquias. Es una bella pieza de orfebrería gótica del primer tercio del siglo XIV.
San Patllari o Paladio de Embrun era un obispo francés del que se explican diversos hechos milagrosos. Al morir fue considerado santo y enterrado en Francia, pero unos monjes benedictinos robaron su cuerpo y lo trasladaron sobre un asno. Cuando estaban en Camprodón, la leyenda dice que aquel cuerpo se hizo tan pesado que el animal no pudo continuar y por eso se guardó en el monasterio de San Pedro.
En 1470 el monasterio fue saqueado y la arqueta trasladada a Francia, pero pudo regresar en 1484.